# 4384 Henrybuhl
4384 Henrybuhl este un asteroid din centura principală de asteroizi.

## Descriere
4384 Henrybuhl este un asteroid din centura principală de asteroizi. A fost descoperit pe 3 ianuarie 1990 la Okutama de Tsutomu Hioki și Shuji Hayakawa. Asteroidul prezintă o orbită caracterizată de o semiaxă mare de 2,62 ua, o excentricitate de 0,18 și o înclinație de 13,3° în raport cu ecliptica.